# Wolkenhöhenmesser

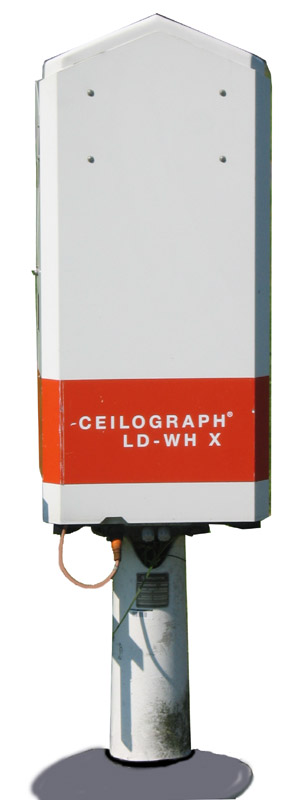
Wolkenhöhenmessgerät

Ein Wolkenhöhenmesser, auch Ceilometer oder Ceilograph ist ein Gerät, welches eingesetzt wird, um die Höhe der Wolkenuntergrenze zu messen.
Die gewonnenen Daten dienen zum Beispiel auf Flugplätzen dem Wetterbeobachter zum Erstellen des aktuellen Platzwetters. Diese Informationen werden der Flugverkehrskontrollstelle zur Verfügung gestellt, die ihrerseits startende und anfliegende Luftfahrzeuge über die gemessene Wolkenuntergrenze informieren kann. Damit erhalten die Piloten einen Hinweis, ab welcher Höhe beim Start ein Eintritt in die Wolken bzw. bei der Landung Erdsicht zu erwarten ist.

## Messverfahren

### Triangulation
Die Wolkenuntergrenze kann traditionell mit einem starken Scheinwerfer und einer Triangulation ermittelt werden, allerdings nur bei starker Bewölkung oder nachts. Ein starker Scheinwerfer leuchtet hierzu senkrecht nach oben. Der Winkel des Lichtflecks auf der Wolkenunterseite wird dann von einer Beobachtungsstation aus vermessen, die in bekannter Entfernung vom Scheinwerfer liegt. Der gemessene Winkel zum Lichtfleck dient zur Berechnung der Höhe der Wolkenuntergrenze.

### Radar
Vor der Entwicklung des LIDAR war die Wolkenhöhenbestimmung mit einem Vertikal-Radar bekannt. Es erwies sich insbesondere bei hoher Wolkenuntergrenze und darunter liegender lockerer Bewölkung dem optischen Verfahren überlegen.

### Laser-Entfernungsmessung
Für die Wolkenhöhenmessung werden von  Wetterdiensten und Flugplätzen üblicherweise Laser-Wolkenhöhenmesser (Laser-Ceilographen) eingesetzt. Sie arbeiten wie Laser-Entfernungsmesser mit Laserimpulsen und dem Echolotverfahren (LIDAR). Da Wolken selten eine plane Unterseite haben, wird ein Mittelwert aus mehreren Messungen als Wolkenuntergrenze angegeben. Zusätzliche Daten sind die vertikale Sichtweite und bei lockeren Wolken die Wolkendicke.
Die maximal messbare Höhe reicht von 8 km (einfachere Geräte) bis 15 km.
Wetterdienste bestimmen mit weiterentwickelten Geräten Aerosol-Höhenprofile sowie Profile des Wassergehaltes und der Temperatur der Atmosphäre.